# Feuershow

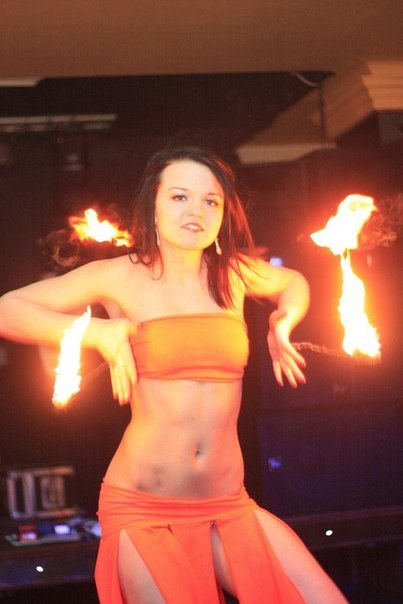
Feuershow in Belarus (2013)

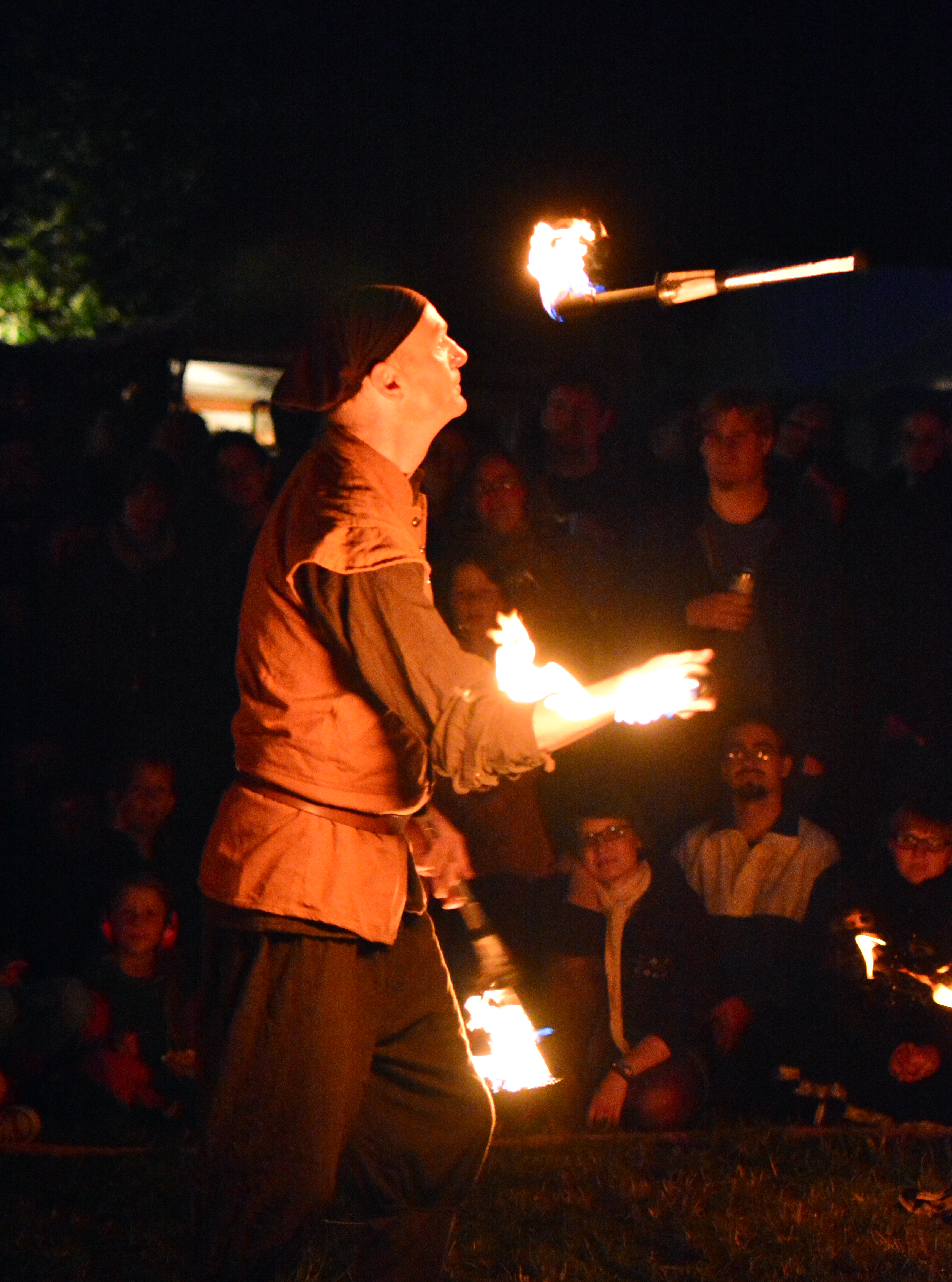
Feuershow beim Hörnerfest (2014)

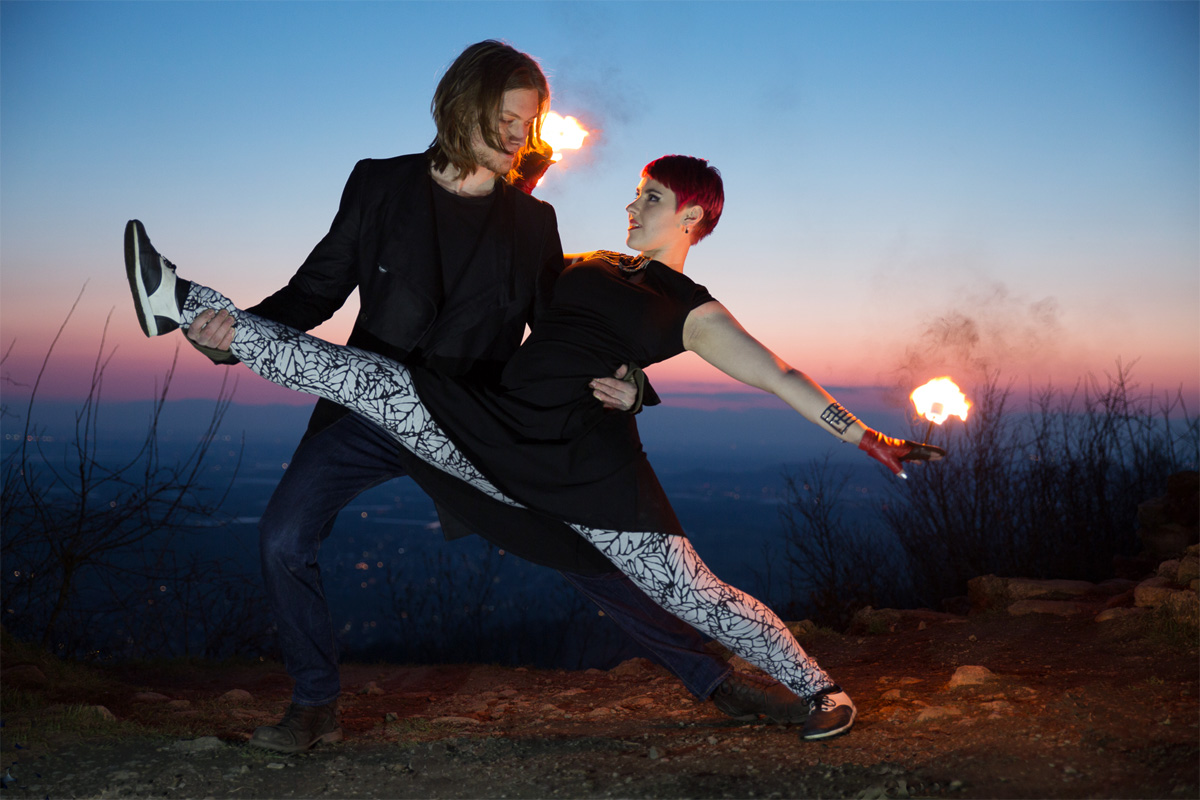
Zeitgenössische Duo Feuershow mit Überschneidung zu Artistik und Tanz

Eine Feuershow kombiniert Feuereffekte mit Elementen aus der Artistik, Tanz, Schauspiel und darstellenden Kunst. Im Gegensatz zum Feuerwerk (einschließlich Bühnenfeuerwerk) steht bei einer Feuershow die Performance von einem oder mehreren Künstlern im Vordergrund. Hierfür können zahlreiche Requisiten, Techniken und Feuereffekte Anwendung finden.

## Geschichte
Schon die alten Azteken führten Feuertänze zu Ehren des Gottes des Feuers „Xiuhtecuhtli“ auf. Heutzutage werden diese Feuertänze in Mexiko immer noch für Touristen aufgeführt. Der Engeltanz und der Feuertanz in Bali, die regelmäßig für Touristen gezeigt werden, haben ihre Ursprünge in antiken Ritualen. Sowohl der Feuertanz als auch der Engeltanz entstammen einem Trance-Ritual sanghyang, ein ritueller Tanz, welcher aufgeführt wurde, um Hexen zu Zeiten einer Epidemie fernzuhalten. Auch in Französisch-Polynesien, Antigua, Kuba und St. Lucia werden Feuertänze und Historische Feuershows für Touristen nachgestellt. Die Siddha Jats aus der Thar-Wüste in Indien führen traditionelle Feuertänze als Teil des Frühlingsfestes auf. Es gibt verschiedene Variationen dieses Tanzes mit dem Feuer; Männer zeigen zum Beispiel oft einen Tanz, der das Laufen über heiße Kohlen beinhaltet. Dazu wird ein großes Feuer errichtet und brennen gelassen, bis nur noch eine große Grube aus glühender Glut übrig ist. Die Darsteller springen dann in die Grube hinein und wieder heraus und kicken dabei die Glut in die Luft, so dass ein Funkenregen entsteht, während die Frauen mit brennenden Zinnschalen auf den Köpfen balancierend tanzen. Heute wird auch dieses Ritual vor allem für Touristen aufgeführt.

## Arten der Umsetzung
Feuershows lassen sich auf zahlreiche Arten umsetzen und können von daher sehr vielfältig sein. Dennoch sind bestimmte Herangehensweisen und Stile verbreitet:

### Gaukler-/ Mittelalterfeuershow
Auf Mittelaltermärkten und Veranstaltungen sehr verbreitet sind zum Beispiel Gaukler-Feuershows. Hierbei wird die Figur des traditionellen, mittelalterlichen Gauklers aufgegriffen und künstlerisch miteinbezogen. Ähnlich hierzu sind auch Fakir-Feuershows sehr verbreitet. Feuershows dieser Art sind meist nicht historisch korrekt, dienen jedoch der Untermalung eines bestimmten Stils von Veranstaltungen wie Mittelaltermärkten und Ähnlichem.

### Klassische vs. zeitgenössische Feuershow
Parallel zur Entwicklung des zeitgenössischen Circus (franz. Cirque Nouveau) erlebten auch klassische Feuershows eine Veränderung. Im klassischen Sinne präsentiert der Feuershow-Künstler dem Publikum seine brennenden Requisiten, Feuertechniken und Spezialeffekte. Dies wird meist mit Musik untermalt, um eine spektakuläre Atmosphäre zu erzeugen. Eine Feuershow im zeitgenössischen Stil verbindet dies außerdem noch stärker mit Elementen aus Tanz und Schauspiel und versucht im Einklang mit Kostüm, Bühnenbild und oft auch Story dem Publikum ein künstlerisches Gesamtkonzept zu präsentieren.

## Feuertechniken
Bei brennenden Requisiten verwendet man meistens Stoffe aus Kevlar, welcher dann in ein brennbares Fluid getränkt wird. Die vielfältigen Techniken, welche bei einer Feuershow Anwendung finden, lassen sich miteinander kombinieren und sind somit nicht komplett zueinander abzugrenzen. Poi zum Beispiel, sind überwiegend Spinning-Requisiten, werden jedoch auch jongliert, zum Feuerspucken verwendet oder für Pyro- und Spezialeffekte umkonstruiert. Dennoch sind folgende Begriffe unter Feuerkünstlern gängig:

### Feuer-Spinning
Hierbei handelt es sich um brennende Requisiten und Spielgeräte aus dem Bereich des Spinning. Im Gegensatz zur Jonglage werden beim Spinning die Requisiten nicht geworfen, sondern gewirbelt bzw. um den Körper des Artisten geschwungen. Beispiele:
- Poi: Seile oder Ketten, an welchen sich jeweils am einen Ende eine Kevlar-Wicklung und am anderen Ende ein Handgriff oder eine Handschlaufe befindet. Gängig ist das Spiel mit zwei Poi, wobei es ebenfalls möglich ist, mit dreien oder mehreren Poi zu spielen.
- Contact-Staff: Ein Stab, an welchem an beiden Enden jeweils eine Kevlar-Wicklung angebracht ist. Der Stab kann geschwungen werden, jedoch auch geworfen oder über den Körper gerollt werden.
- Feuer-Schwert: Eine lange Kevlarwicklung mit Griff. Am Griff befindet sich meistens ein Gewicht, wodurch sich das Schwert ähnlich wie ein Contact-Staff, jedoch mit exzentrischem Schwerpunkt spielen lässt.
- Dragonstaff: Ein Stab, an welchem an beiden Enden jeweils mehrere kleinere Stäbe mit Kevlarwicklung angebracht wurde. Der Dragonstaff lässt sich Ähnlich wie ein Contact-Staff spielen, ist jedoch langsamer.
- Doppelstäbe: Zwei kleinere Stäbe, an deren Enden sich jeweils eine Kevlarwicklung befinden.
- Feuer-Hula-Hoop: Ein Hula-Hoop, an welchem mehrere kleine Stäbe mit Kevlarwicklungen angebracht sind.
- Feuerfächer: Ein Metallfächer, an welchem mehrere Kevlar-Wicklungen angebracht sind.
- Feuerregenschirm: Ein Regen- oder Sonnenschirmgestell aus Metall, an dessen Enden Kevlar-Wicklungen angebracht sind.
- Feuer-Rope-Dart: Fand seinen Ursprung in der gleichnamigen Waffe (siehe Shéng Biāo). Statt einer Spitze wird hier an dem langen Seil oder Kette eine Kevlar-Wicklung angebracht.
- Feuer-Meteor/Puppyhammer: Auch dieses Requisit wurde ursprünglich als Waffe (siehe Liuxingchui) eingesetzt. An dem Seil oder der Kette werden an beiden Enden Kevlar-Wicklungen angebracht.

### Feuerjonglage
Zur Feuerjonglage eignen sich alle Requisiten, welche man wiederholt in verschiedenen Mustern werfen kann. Nachfolgend einige klassischen Beispiele:
- Fackeln: Diese werden als brennendes Äquivalent zur Jonglierkeule genutzt.
- Bälle: Da hier direkter Kontakt erforderlich ist, werden diese meistens nur mit Schutzhandschuhen jongliert. Eine Ausnahme sind Bälle, bei welchen das Kevlar sich in einem Käfig befindet und durch eine Konstruktion in der Mitte desselbigen gehalten wird.
- Feuerdiabolo: Hier handelt es sich um ein umkonstruiertes, gängiges Zirkus-Requisit (siehe Diabolo), bei welchem sich die Kevlar-Wicklung in der Mitte der Schale befindet. Damit die Diabolo-Schalen beim Spiel mit Feuer nicht schmelzen, werden diese entweder aus Stahl gefertigt, oder die Diabolo-Achse wurde verlängert, um einen höheren Abstand zwischen Schale und Kevlar-Wicklung zu gewinnen.

### Sonstige Feuerrequisiten
Weitere Beispiele von brennenden Requisiten sind Einräder, an deren Pedale Fackeln befestigt sind, brennende Springseile, brennende Kopfbedeckungen wie Kronen oder Hüte, aber auch brennende Trapeze und andere umkonstruierte Geräte der Luftartistik und Akrobatik.

### Körperfeuer und Feuerschlucken
Hiermit sind Techniken gemeint, bei welchen direkter Berührungskontakt mit Feuer entsteht. Als Brennstoff wird ein Fluid mit niedrigem Flammpunkt und geringer Rußentwicklung genutzt. Die Flamme wird über die Hautoberfläche gezogen oder aber beim sogenannten Feuerschlucken mit dem Mund erstickt.

### Feuerspucken
Beim Feuerspucken wird ein brennbares Fluid oder Pulver durch eine offene Flamme gespien. Da dies zahlreiche z. T. auch lebensbedrohliche Gefahren und Risiken birgt, ist es in Feuershows immer weniger verbreitet, und den Teilnehmern auf den meisten Szene-Veranstaltungen, wie Jonglierconventions, untersagt.

### Feuer- und Spezialeffekte
Hierunter fallen alle anderen Effekte, die mit dem Element Feuer visuelle Effekte erzielen. Zum Einsatz kommen unter anderem:
Lyocpodium Sporen, die entweder aus der Hand oder einem Reservoir an einer Fackel oder ähnlichem in der Luft verwirbelt werden. Durch das Prinzip einer Mehlstaubexplosion entstehen so große Flammeneffekte.
Stahlwolle wird entzündet und gedreht bzw. geschleudert. Durch das Drehen fliegen viele kleine glühende Stahlkügelchen durch die Luft und erzeugen so Funkenflug. Dieser Effekt findet auch Anwendung im Lightpainting.
Kohle wird in einem Stahlkäfig zum Glühen gebracht und geschüttelt oder gedreht. Dadurch wird die glühende Kohle zerkleinert und fliegt als kleine Funken durch die Luft. Es entstehen so die auch vom Lagerfeuer charakteristisch kleinen Funken, die alleine in der Luft schweben oder sehr langsam aufsteigen.
Metallpulver aus verschiedenen Materialien wie Titan oder Eisen finden verschiedene Einsätze. Es kann dem  Lycopodium beigemischt werden, um Funken zu erzeugen. Das Dochtband der brennenden Requisiten kann damit bestreut werden. Beim Jonglieren und drehen lösen sich die kleinen Metallpartikel und dadurch ziehen die Requisiten einen kleinen Funkenschweif hinter sich her. Neu sind Effektgeräte unter dem Namen Sparkular oder Cold Spark Machine. Diese schießen mithilfe von Luft glühendes Metallpulver in die Luft und erzeugen so einen Feuerwerksvulkan artigen Effekt.
Pyrotechnische Effekte können an Jonglier-Requisiten befestigt werden und erzeugen unterschiedliche Funken oder Rauch-Effekte. Bei dieser Art von Effekt werden die pyrotechnischen Sätze aber nicht sachgerecht verwendet. Bis heute ist es nicht eindeutig geklärt, in welchem juristischen Rahmen diese Effekte fällt, und welche pyrotechnischen Erlaubnisscheine der Artist dafür benötigt.
Flammen-Projektoren auf Gas- oder Flüssigkeits-Basis können begleitet zur Show Verwendung finden.

## Sicherheit
Siehe: Poi#Gefahren